# Torneo Sub-20 de la Concacaf 2005
El Torneo Sub-20 de la CONCACAF 2005 fue la eliminatoria rumbo a la Copa Mundial de Fútbol Sub-20 de 2005 a celebrarse en Países Bajos y contó con la participación de 8 selecciones juveniles de América del Norte, América Central y el Caribe.
El torneo se jugó en Estados Unidos y Honduras y otorgó 4 plazas para la región en la copa mundial de la categoría.

## Participantes
| Región                   | Clasificación                | Participantes             |
| ------------------------ | ---------------------------- | ------------------------- |
| Caribe (CFU)             | Eliminatoria Caribeña        | Jamaica Trinidad y Tobago |
| América Central (UNCAF)  | Eliminatoria Centroamericana | Costa Rica Panamá         |
| América Central (UNCAF)  | Anfitrión                    | Honduras                  |
| América del Norte (NAFU) | Anfitrión                    | Estados Unidos            |
| América del Norte (NAFU) | Clasificados Automáticamente | Canadá México             |

## Grupo A
| País              | J | G | E | P | GF | GC | GD | Pts |
| ----------------- | - | - | - | - | -- | -- | -- | --- |
| Estados Unidos    | 3 | 3 | 0 | 0 | 10 | 1  | +9 | 9   |
| Panamá            | 3 | 1 | 1 | 1 | 4  | 4  | 0  | 4   |
| Costa Rica        | 3 | 1 | 1 | 1 | 3  | 4  | -1 | 4   |
| Trinidad y Tobago | 3 | 0 | 0 | 3 | 3  | 11 | -8 | 0   |

| 12 de enero de 2005 | Costa Rica  | 1 – 1 | Panamá  | Home Depot Center, Carson, California |                              |
|                     | Cordero 54' | [http://www.concacaf.com/competitions/matchreport/521.pdf (enlace roto disponible en Internet Archive; véase el historial, la primera versión y la última). Reporte] | Gun 76' | Asistencia: 500 espectadores          | Asistencia: 500 espectadores |

| 12 de enero de 2005 | Estados Unidos                                            | 6 – 1 | Trinidad y Tobago | Home Depot Center, Carson, California |                               |
|                     | Gaven 1', 9', 25' · Adu 7' (pen.) · 16' (a.g.) · John 53' | [http://www.concacaf.com/competitions/matchreport/522.pdf (enlace roto disponible en Internet Archive; véase el historial, la primera versión y la última). Reporte] | Crooks 23'        | Asistencia: 1718 espectadores         | Asistencia: 1718 espectadores |

| 14 de enero de 2005 | Trinidad y Tobago | 1 – 2 | Costa Rica              | Home Depot Center, Carson, California |                               |
|                     | Jagdeosingh 85'   | [http://www.concacaf.com/competitions/matchreport/523.pdf (enlace roto disponible en Internet Archive; véase el historial, la primera versión y la última). Reporte] | Chacon 8' · Salazar 62' | Asistencia: 2149 espectadores         | Asistencia: 2149 espectadores |

| 14 de enero de 2005 | Panamá | 0 – 2 | Estados Unidos                | Home Depot Center, Carson, California |                               |
|                     |        | [http://www.concacaf.com/competitions/matchreport/524.pdf (enlace roto disponible en Internet Archive; véase el historial, la primera versión y la última). Reporte] | Adu 55' (pen.) · Peterson 88' | Asistencia: 2149 espectadores         | Asistencia: 2149 espectadores |

| 16 de enero de 2005 | Panamá                         | 3 – 1 | Trinidad y Tobago | Home Depot Center, Carson, California |                               |
|                     | Gallardo 12' · Salazar 71' 75' | [http://www.concacaf.com/competitions/matchreport/525.pdf (enlace roto disponible en Internet Archive; véase el historial, la primera versión y la última). Reporte] | Francois 77'      | Asistencia: 2705 espectadores         | Asistencia: 2705 espectadores |

| 16 de enero de 2005 | Costa Rica | 0 – 2 | Estados Unidos           | Home Depot Center, Carson, California |                               |
|                     |            | [http://www.concacaf.com/competitions/matchreport/526.pdf (enlace roto disponible en Internet Archive; véase el historial, la primera versión y la última). Reporte] | Barrett 2' · Szetela 37' | Asistencia: 2705 espectadores         | Asistencia: 2705 espectadores |

## Grupo B
| País     | J | G | E | P | GF | GC | GD | Pts |
| -------- | - | - | - | - | -- | -- | -- | --- |
| Canadá   | 3 | 3 | 0 | 0 | 4  | 1  | +3 | 9   |
| Honduras | 3 | 2 | 0 | 1 | 6  | 3  | +3 | 6   |
| México   | 3 | 1 | 0 | 2 | 2  | 4  | -2 | 3   |
| Jamaica  | 3 | 0 | 0 | 3 | 2  | 6  | -4 | 0   |

| 26 de enero de 2005 | México    | 1 – 2 | Canadá         | Estadio Francisco Morazán, San Pedro Sula |                               |
|                     | Parra 15' | [http://www.concacaf.com/competitions/matchreport/527.pdf (enlace roto disponible en Internet Archive; véase el historial, la primera versión y la última). Reporte] | Gyaki 27', 39' | Asistencia: 6002 espectadores             | Asistencia: 6002 espectadores |

| 26 de enero de 2005 | Honduras                               | 4 – 2 | Jamaica                   | Estadio Francisco Morazán, San Pedro Sula |                               |
|                     | Güity 23', 41' · Núñez 45' (pen.), 72' | [http://www.concacaf.com/competitions/matchreport/528.pdf (enlace roto disponible en Internet Archive; véase el historial, la primera versión y la última). Reporte] | Priestley 55' · White 69' | Asistencia: 6002 espectadores             | Asistencia: 6002 espectadores |

| 28 de enero de 2005 | Jamaica | 0 – 1 | México        | Estadio Francisco Morazán, San Pedro Sula |                               |
|                     |         | [http://www.concacaf.com/competitions/matchreport/529.pdf (enlace roto disponible en Internet Archive; véase el historial, la primera versión y la última). Reporte] | Hernández 23' | Asistencia: 8242 espectadores             | Asistencia: 8242 espectadores |

| 28 de enero de 2005 | Canadá    | 1 – 0   | Honduras | Estadio Francisco Morazán, San Pedro Sula |                               |
|                     | Gyaki 61' | Reporte |          | Asistencia: 8242 espectadores             | Asistencia: 8242 espectadores |

| 30 de enero de 2005 | Canadá    | 1 – 0 | Jamaica | Estadio Francisco Morazán, San Pedro Sula |                               |
|                     | Gyaki 74' | [http://www.concacaf.com/competitions/matchreport/531.pdf (enlace roto disponible en Internet Archive; véase el historial, la primera versión y la última). Reporte] |         | Asistencia: 6069 espectadores             | Asistencia: 6069 espectadores |

| 30 de enero de 2005 | México | 0 – 2 | Honduras                | Estadio Francisco Morazán, San Pedro Sula |                               |
|                     |        | [http://www.concacaf.com/competitions/matchreport/532.pdf (enlace roto disponible en Internet Archive; véase el historial, la primera versión y la última). Reporte] | Nolasco 77' · Güity 88' | Asistencia: 6069 espectadores             | Asistencia: 6069 espectadores |

## Clasificados al Mundial Sub-20
| - Canadá - Estados Unidos | - Honduras - Panamá |